# Phiale elegans
Espèce
Synonymes
- Cyrene elegans F. O. Pickard-Cambridge, 1901

Phiale elegans est une espèce d'araignées aranéomorphes de la famille des Salticidae.

## Distribution
Cette espèce est endémique du Panama.

## Description
La femelle holotype mesure 9 mm.

## Systématique et taxinomie
Cette espèce a été décrite sous le protonyme Cyrene elegans par F. O. Pickard-Cambridge en 1901.
Elle est placée dans le genre Phiale par Simon en 1903.

## Publication originale
- F. O. Pickard-Cambridge, 1901 : Arachnida - Araneida and Opiliones. Biologia Centrali-Americana, Zoology. London, vol. 2, p. 193-312 (texte intégral).